# Herbert Lins
Herbert Lins (* 5. April 1896 in Satteins; † 26. April 1969 ebenda) war ein österreichischer Politiker (ÖVP). Lins war von 1953 bis 1962 Abgeordneter zum österreichischen Nationalrat.

## Leben und Wirken
Herbert Lins wurde nach dem Besuch der Pflichtschulen zunächst Textilkaufmann, ehe er 1918 die Leitung des Konsumvereins in seiner Heimatgemeinde Satteins im Vorarlberger Walgau übernahm. Daneben war er im Textilgroß- und -kleinhandel in Feldkirch sowie als selbständiger Textilkaufmann in Rankweil tätig.
Im Jahr 1936 wurde Herbert Lins erstmals zum Bürgermeister der Gemeinde Satteins gewählt, wobei er dieses Amt bereits 1938  mit der Machtergreifung der Nationalsozialisten in Österreich wieder abgeben musste. Von 1946 bis 1948 war er erneut Satteinser Bürgermeister. 1946 wurde er auch zum Kammerrat in der Sektion Handel der Wirtschaftskammer Vorarlberg gewählt. Er war zudem Obmann des Vorarlberger Wirtschaftsbunds sowie Mitglied des Kammertags der Bundeskammer der gewerblichen Wirtschaft in Wien. Im Jahr 1952 wurde Lins zum Kommerzialrat ernannt.
Vom 18. März 1953 bis zum 11. Jänner 1962 vertrat Herbert Lins zudem die Österreichische Volkspartei als Abgeordneter im Nationalrat.